# Rajastjärnen, Hälsingland
Rajastjärnen är en sjö i Ljusdals kommun i Hälsingland och ingår i Ljusnans huvudavrinningsområde.